# Роже Вандеркруз Лакруа
Роже Вандеркруз (фр. Roger Vandercruse), известный под псевдонимом Лакруа или Ла Круа (фр. Lacroix, La Croix; 1728, Париж — 19 мая 1799, Париж) — мастер мебели французского неоклассицизма. По происхождению фламандец, его настоящее имя Рогир Ван дер Крузе, во Франции — Роже Вандеркруз. Свои изделия помечал инициалами R.V.L.C.
Псевдоним «Ла Круа» (фр. la croix — крест) распространён среди французских, датских, швейцарских и голландских художников XVII—XIX веков. Так, например, известны Шарль-Франсуа де Ла Круа, или де Лакруа, (Лакруа Марсельский) (1700—1782), французский живописец-маринист из Марселя, ученик К.-Ж. Верне в Риме; Эжен Делакруа (1798—1863) — знаменитый французский живописец романтического направления, и ещё многие другие живописцы, антиквары, коллекционеры.
Ла Круа с 1755 года работал мастером-мебельщиком в Париже, возглавлял мебельную мастерскую отца, Франсуа Вандеркруза. Выполнял заказы Людовика XV, а затем Людовика XVI и графини Дю Барри. Именно Ла Круа ввёл моду на мебель красного и чёрного дерева с маркетри, использование лаков Мартен (по фамилии потомственных парижских мастеров-мебельщиков) в подражание китайским лаковым панно, вставки севрского фарфора. Ла Круа был связан с мастерской Жана-Франсуа Эбена, женатого на его сестре.
Сын Ла Круа Старшего — Пьер-Роже Вандеркруз (?— 1789), также мебельщик, работал мастером реставрации мебели в Версале.

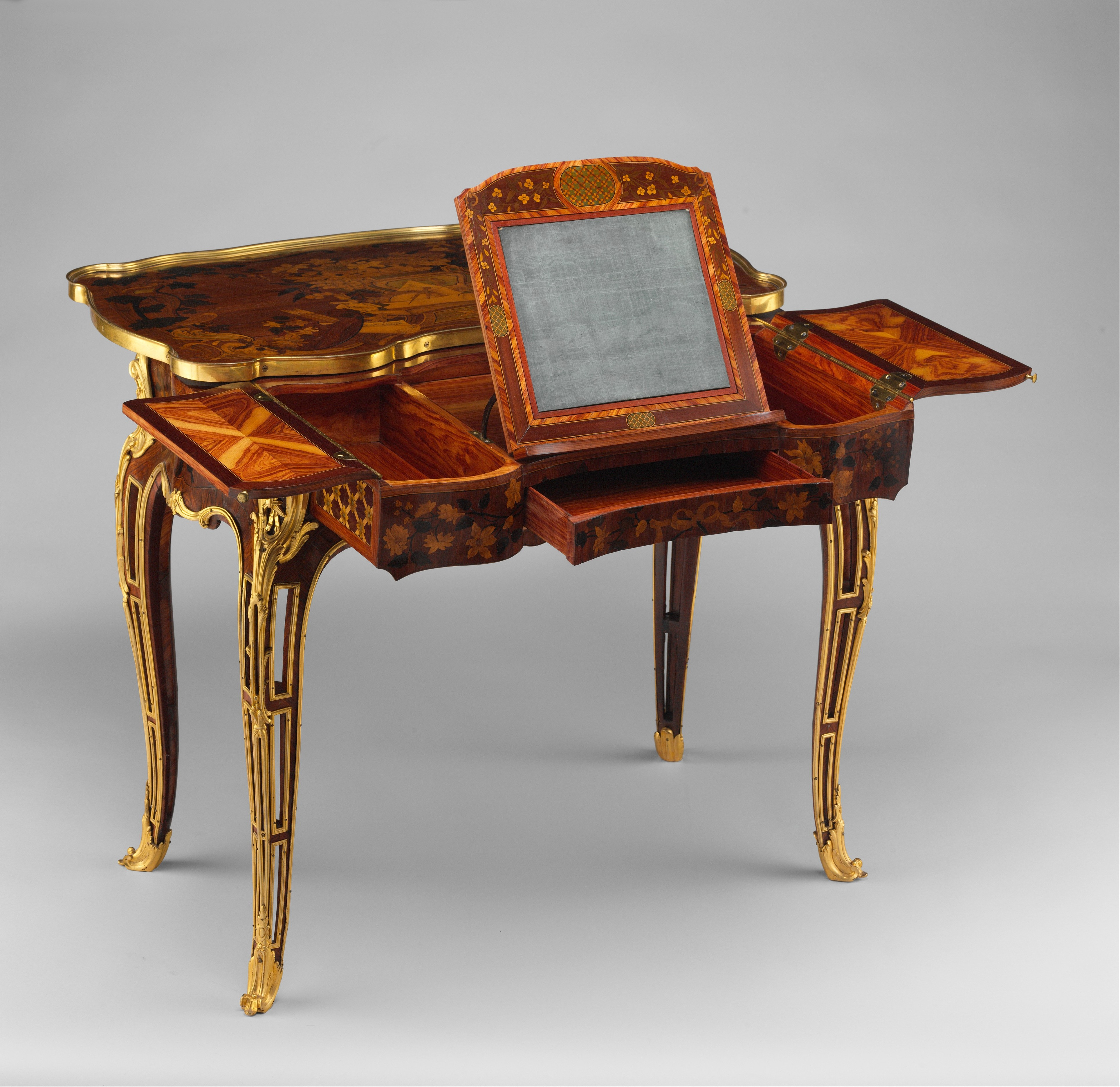
Meханический стол. Совместно с Ж.-Ф. Эбеном. Ок. 1763. Метрополитен-музей, Нью-Йорк
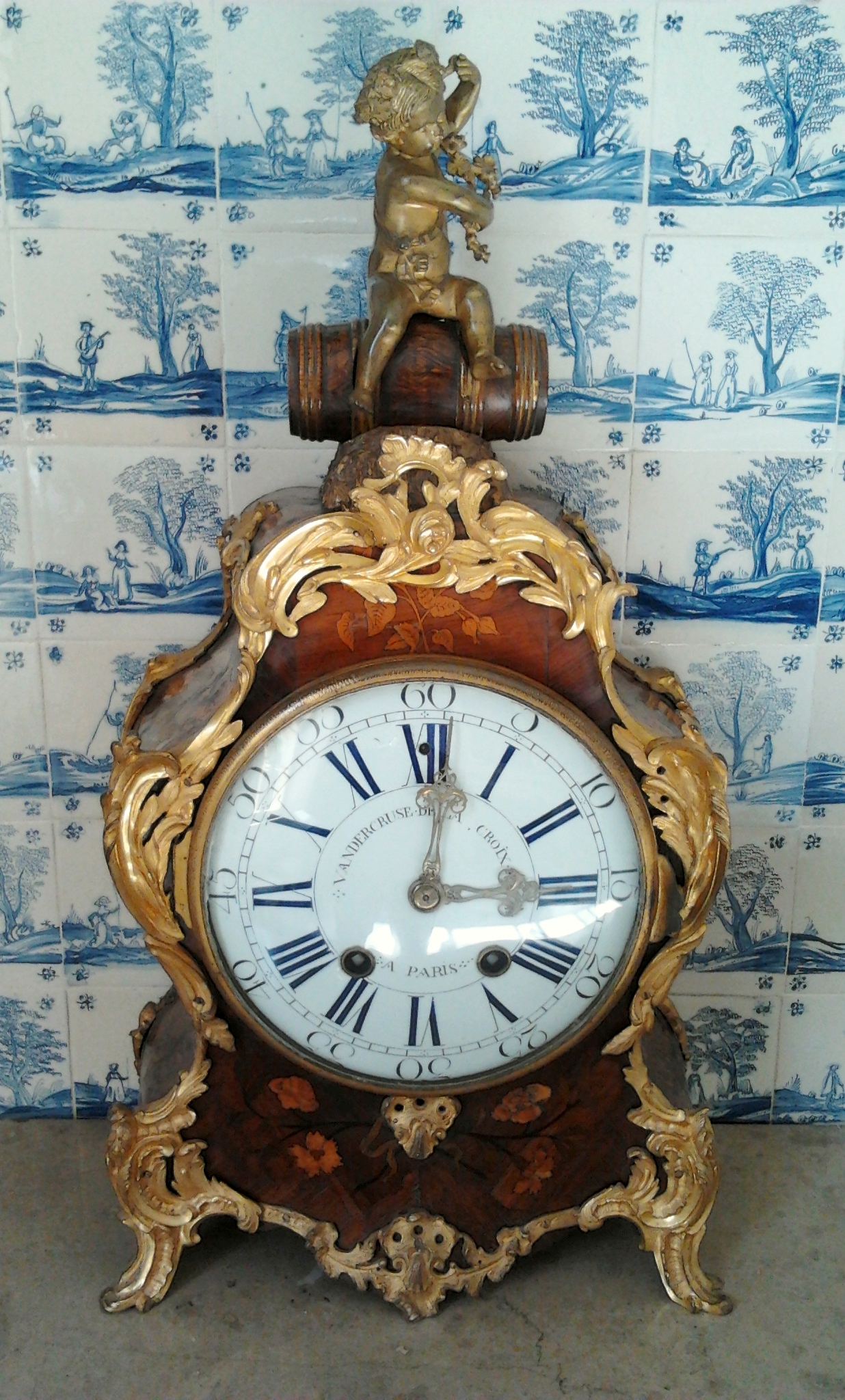
Каминные часы с изображением Бахуса. Национальный музей, Варшава
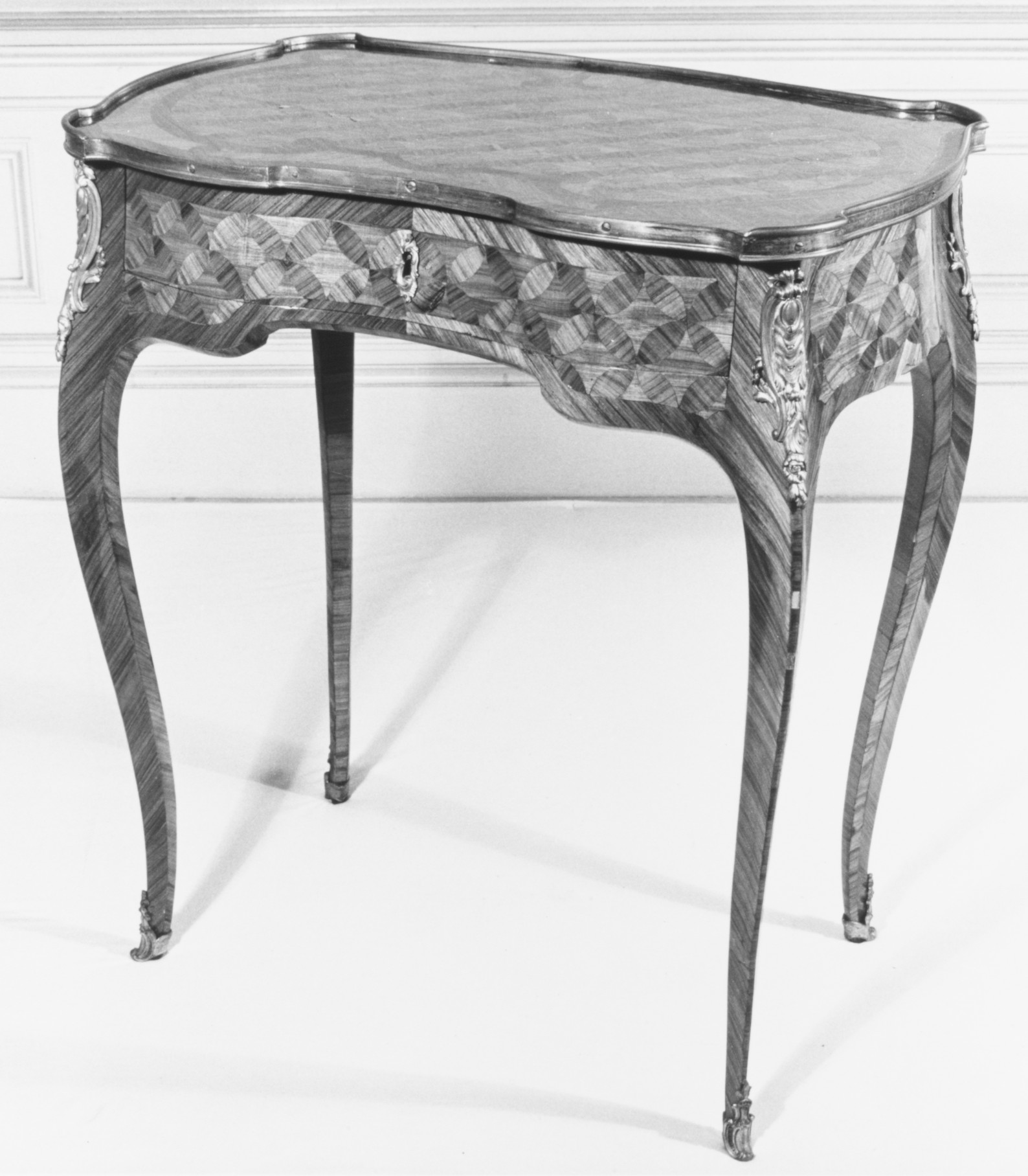
Стол. Ок. 1765. Метрополитен-музей, Нью-Йорк
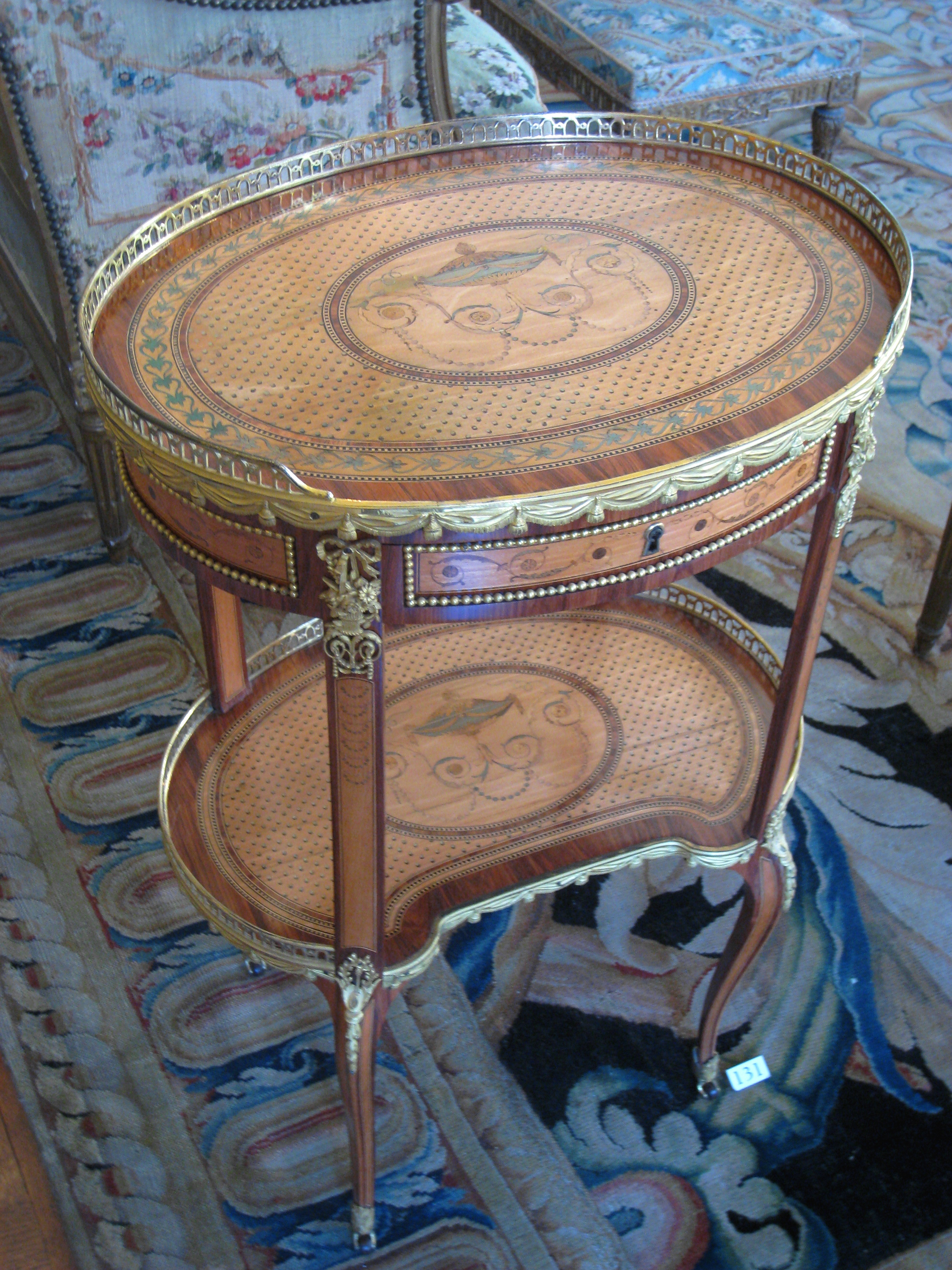
Сервировочный столик. Музей Ниссим-де-Камондо, Париж
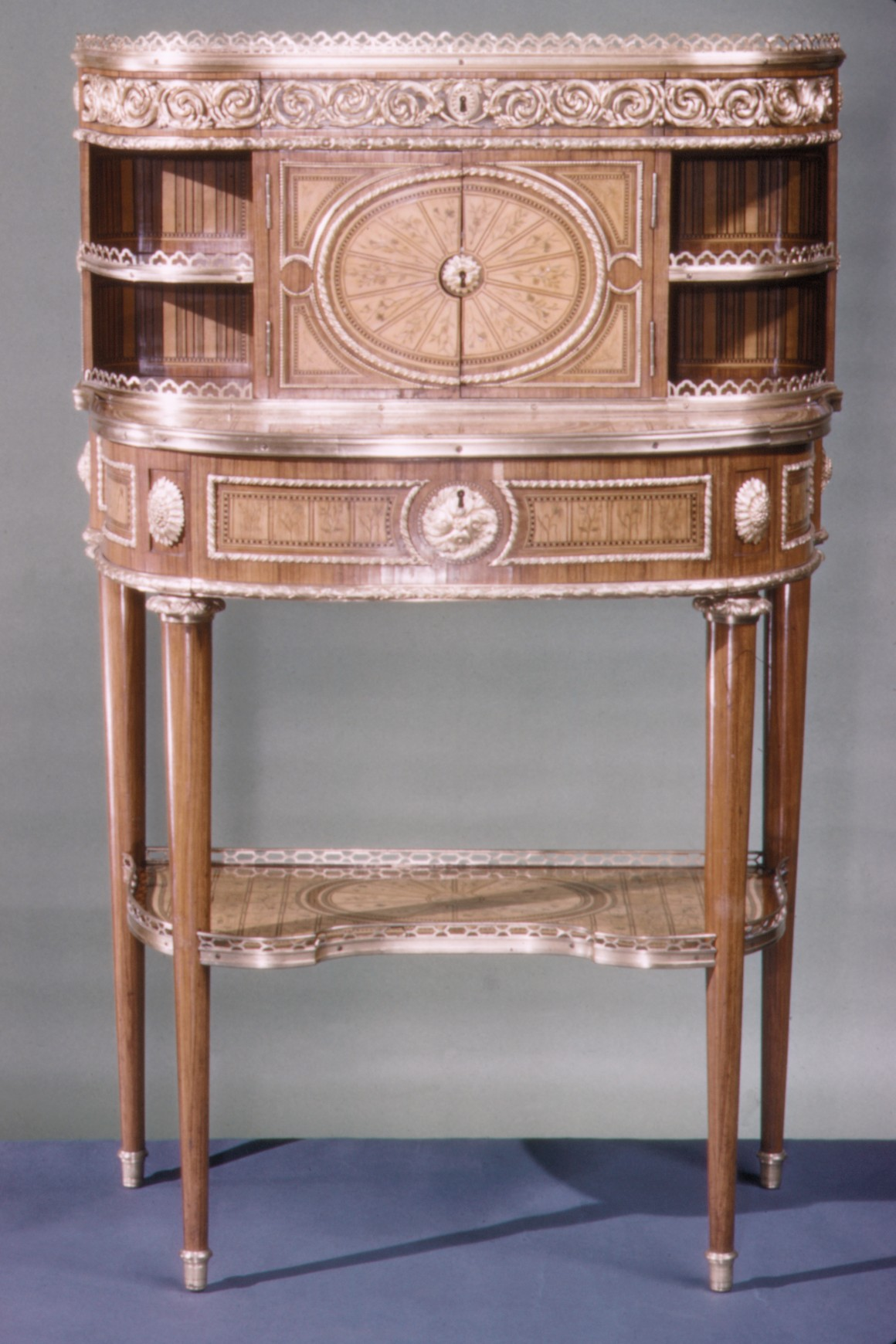
Письменный стол-секретер. Ок. 1780. Метрополитен-музей, Нью-Йорк
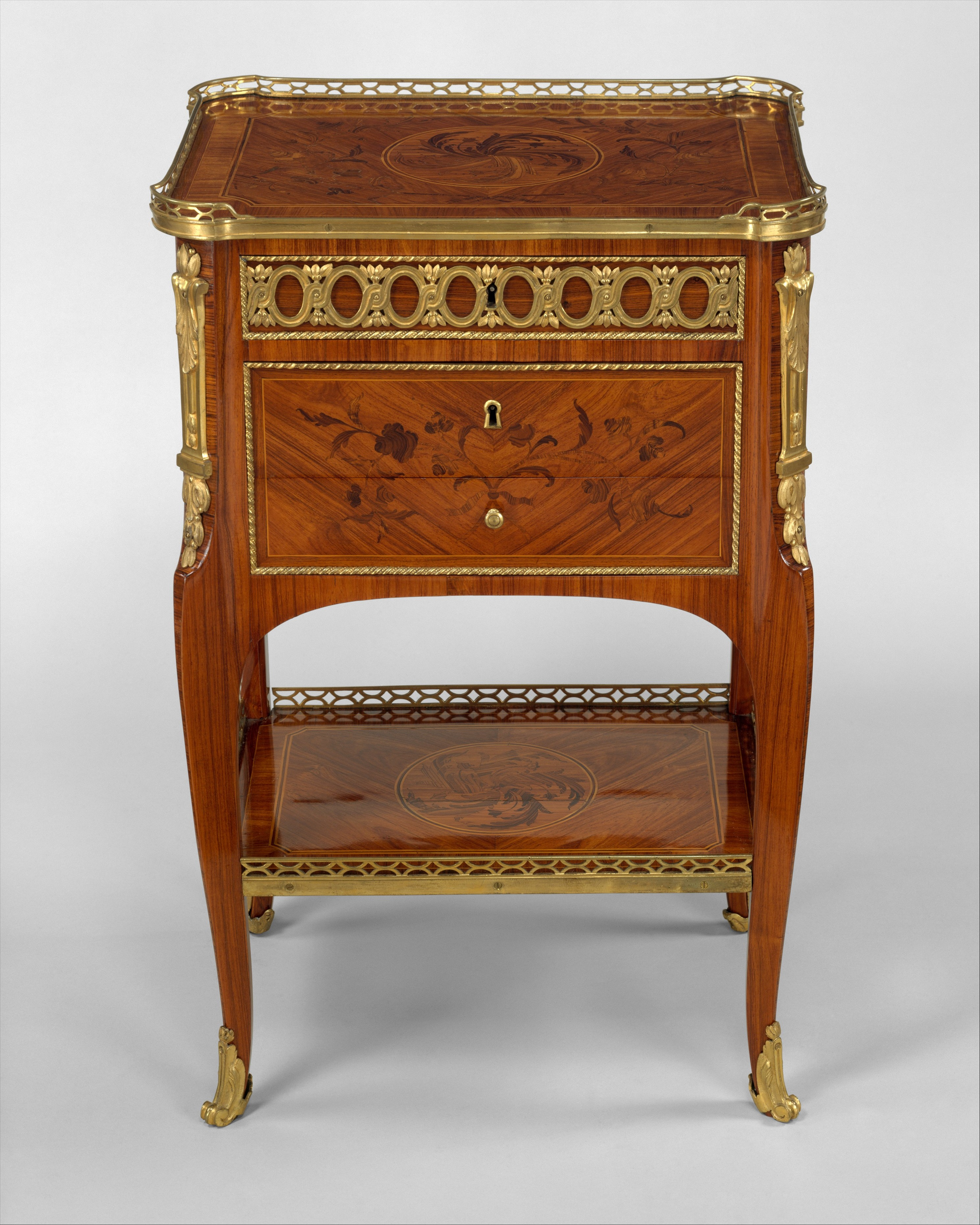
Письменный столик. Ок. 1760. Метрополитен-музей, Нью-Йорк
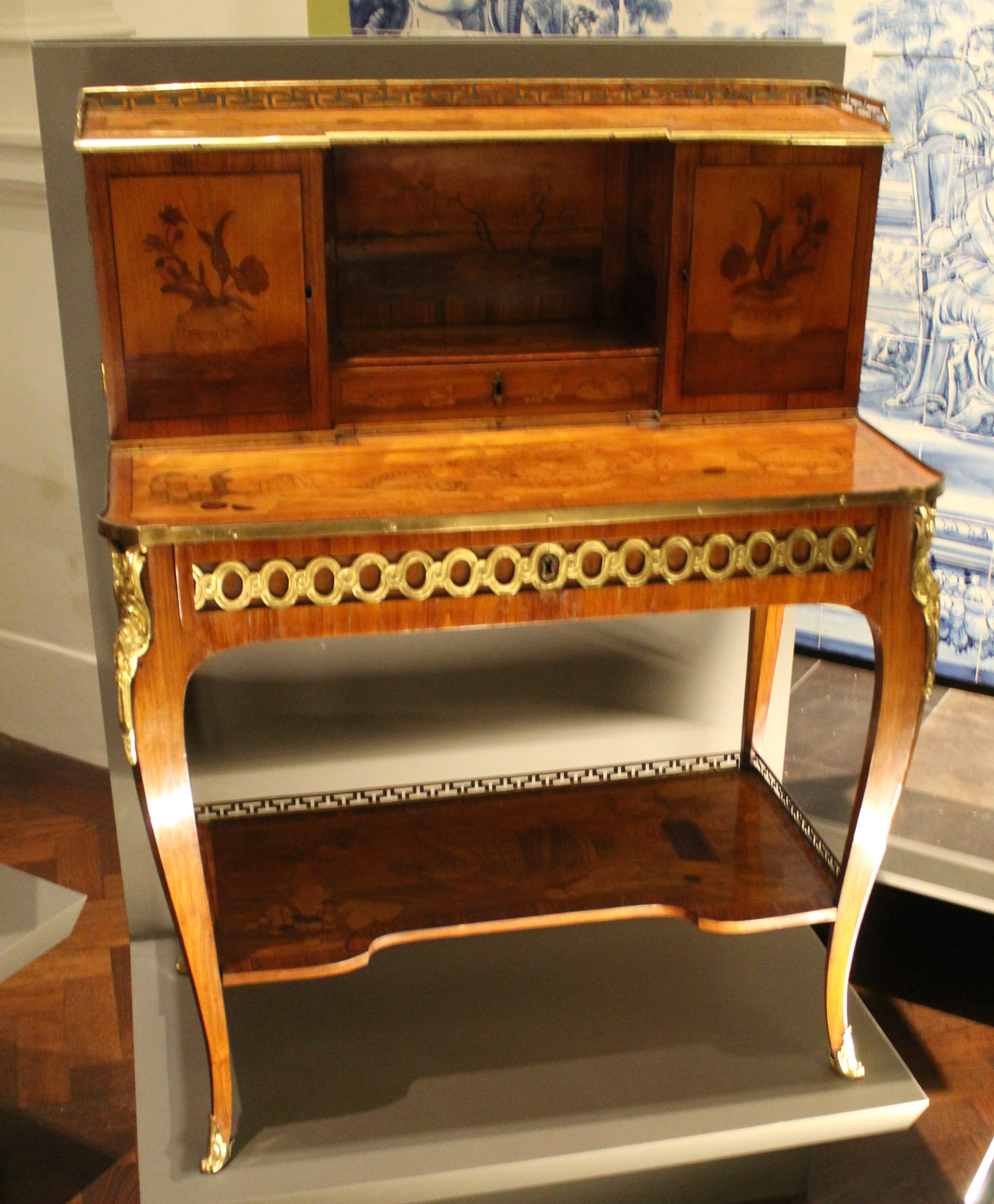
Письменный стол-секретер. 1775. Музей Виктории и Альберта, Лондон